# Alex Treviño
Alejandro Treviño Castro (Monterrey, 26 de agosto de 1957), conocido como Alex Treviño, es un ex beisbolista y actual comentarista deportivo mexicano. Jugó en las Grandes Ligas de Béisbol (MLB) para los New York Mets, Cincinnati Reds, Atlanta Braves, San Francisco Giants, Los Angeles Dodgers y Houston Astros. Desde 1996, Treviño ha sido comentarista de los partidos de los Astros.

## Primeros años
Nació en Monterrey, Nuevo León, México. Tenía diez años cuando su hermano debutó con los California Angels en 1968, y a los quince, comenzó a jugar béisbol profesional con los Henequneros de Ciudad Victoria en la Liga Central Mexicana. Tenía dieciséis años cuando los Mets compraron su contrato con Ciudad Victoria. Originalmente jugador de cuadro en México, fue transferido a la posición de bateador en su primera temporada con los Marion Mets de la Liga Apalache . Bateó para .237 con siete jonrones y 108 carreras impulsadas en el sistema de ligas menores de los Mets cuando fue ascendido en septiembre de 1978.

## Carrera

### New York Mets
Treviño debutó en las Grandes Ligas el 11 de septiembre, atrapando a Mardie Cornejo en la novena. Su primer turno al bate fue como bateador emergente contra Philadelphia Phillies el 23 de septiembre. Hizo su primera apertura contra los Chicago Cubs en el Wrigley Field el 29 de septiembre y conectó su primer hit en las Grandes Ligas contra Mike Krukow en la sexta. El 1 de octubre, el último día de la temporada, Treviño comenzó el juego detrás del plato, pero se movió a la tercera base en la tercera entrada.
Aunque Treviño era principalmente un receptor en este punto de su carrera, los Mets hicieron uso regular de su habilidad para jugar en el cuadro interior. En 1979, hizo 27 apariciones en tercera base y ocho en segunda. Los Mets siguieron un guion similar en 1980 hasta que las lesiones de John Stearns y Ron Hodges convirtieron a Treviño en el receptor principal. Respondió estableciendo un récord personal en carreras impulsadas (37) y lanzando outs al 44% de los potenciales robadores de bases (47 de 106), líder de la liga. En un papel más limitado, lanzó outs al 48% en 1979. Volvió a ser el suplente de Stearns en 1981 , bateando .279 en la primera mitad de la temporada acortada por la huelga. Si bien su producción cayó en la segunda mitad (promedio de .222, 2 carreras impulsadas), regresó a ser usado regularmente en el cuadro interior y también hizo su debut en los jardines.
Después de la temporada, él y los lanzadores Greg A. Harris y Jim Kern fueron traspasados a los Cincinnati Reds por el ex MVP de la Liga Nacional George Foster.

### Cincinnati Reds
Como Johnny Bench tenía 34 años para comenzar la temporada de 1982, sus días detrás del plato habían terminado oficialmente. Joe Nolan, quien había hecho la mayor parte de la recepción para los Reds en 1981, fue cambiado a los Baltimore Orioles durante el entrenamiento de primavera , abriendo la puerta para que Treviño fuera el heredero de Bench. El 14 de septiembre, en su carrera número 1056 al bate, Treviño conectó su primer jonrón de su carrera contra Atlee Hammaker de San Francisco Giants. Para la temporada, Treviño bateó .251 con 33 carreras impulsadas y solo un jonrón en 401 apariciones al plato, un récord personal . Si bien los números de Treviño no fueron sorprendentes (bateó .261 en su carrera con los Mets), Treviño pareció decaer defensivamente. Mientras que había atrapado al 45% de los ladrones de bases como Met, en su primera temporada como Red, ese porcentaje bajó al 29% (promedio de la liga: 32%).
1982 fue la primera vez en la historia de los Cincinnati Reds que perdieron más de cien juegos, y la Big Red Machine (en español, «Gran Maquinaria Roja») se acostumbró a una mayor producción como receptor. La receptoría fue transferida a Dann Bilardello, exseleccionado en la primera ronda del draft, para 1983. Como suplente, Treviño bateó para .216 con un jonrón y trece carreras impulsadas. Dieciséis juegos después de la temporada de 1984, Treviño fue traspasado a los Atlanta Braves por un jugador que se definiría posteriormente.

### Atlante Braves
Los Bravos terminaron la temporada de 1983 en segundo lugar en la Liga Nacional Oeste, tres juegos detrás de Los Ángeles Dodgers. Treviño estaba emocionado de unirse a una franquicia ganadora por primera vez en su carrera. En su primer juego como Bravo, Treviño atrapó a su excompañero de equipo en los Mets, Pete Falcone, quien mantuvo a los Houston Astros a tres hits al lanzar su primera blanqueada desde 1981. Fue la primera de ocho victorias consecutivas con Treviño detrás del plato que los Bravos encadenaron a su llegada. Durante este tramo, Treviño bateó .400 (12 de 30) con cinco carreras impulsadas y seis carreras anotadas. Enfrentando a los Expos de Montreal el 6 de mayo, Treviño conectó un doblete con un out en la octava entrada y anotó la carrera de la ventaja con el sencillo de Mike Jorgensen para darle la ventaja a los Bravos. Tim Wallach abrió la parte baja de la novena con un jonrón para Montreal. Los Expos entonces anotaron las carreras del empate y la victoria sin outs. Treviño sacó al corredor líder desde segunda para aliviar la amenaza. En su única temporada en Atlanta , Treviño bateó .244 con tres jonrones y 28 carreras impulsadas, compartiendo la recepción de forma bastante equilibrada con Bruce Benedict.

### San Francisco Giants
Tras siete juegos de la temporada de 1985, los Bravos y los Gigantes de San Francisco intercambiaron receptores: Treviño por John Rabb. Treviño pasó una temporada en San Francisco. Si bien solo tuvo 157 turnos al bate como suplente de Bob Brenly, conectó seis jonrones, la mayor cantidad en su carrera. Después de la temporada, fue traspasado a Los Angeles Dodgers por el jardinero Candy Maldonado.

### Los Angeles Dodgers
Con Mike Scoscia afianzando su posición como receptor en Los Ángeles, Treviño tampoco jugó mucho allí. El 13 de junio de 1986, contra San Diego Padres en el Jack Murphy Stadium, Treviño y Fernando Valenzuela formaron la primera batería de mexicanos en la historia de las Grandes Ligas. En esa temporada, bateó para .262 con cuatro jonrones y 26 carreras impulsadas, y eliminó al 44% de los ladrones de bases (31 de 70). También debutó como primera base. En 1987, bateó para .222 con tres jonrones y dieciséis carreras impulsadas.